# Лорі-віні рубіновий
Ло́рі-ві́ні рубіновий (Vini kuhlii) — вид папугоподібних птахів родини Psittaculidae. Мешкає на островах Полінезії. Вид названий на честь німецького зоолога Гайнріха Куля.

## Опис
Довжина птаха становить 18-20 см, вага 55 г. Верхня частина тіла зелена, на тімені світло-зелені смуги. На потилиці темно-синя пляма, пера на ній мають світло-блакитні стрижні. Нижня частина обличчя, щоки, горло і живіт червоні, стегна фіолетово-сині. Нижні покривні пера хвоста і надхвістя жовтувато-зелені. Хвіст зверху червоний, знизу сірий. Навколо очей вузькі сірі кільця, очі червонувато-карі. Лапи тілесного кольору, дзьоб оранжевий.У молодих птахів груди і живіт сіро-фіолетові, червоні плями менш яскраві, очі темні, дзьоб на кінці темний.

## Поширення і екологія
Рубінові лорі-віні мешкають на острові Ріматара у Французькій Полінезії, а також на островах Тераїна, Табуаеран і Кіритіматі в Кірибаті, куди були завезені полінезійцями. Раніше вони мешкали також на південних островах Кука, однак вимерли. У 2007 році 25 птахів було реінтродуковано на острів Атіу. У 2019 році популяція рубінових лорі-віні на цьому острові становила близько 400 птахів. Рубінові лорі-віні живуть на кокосових плантаціях та у вологих рівнинних тропічних лісах. Вони живляться нектаром, гніздяться в дуплах дерев.

## Збереження
МСОП класифікує цей вид як такий, що перебуває під загрозою зникнення. За оцінками дослідників, популяція рубінових лорі-віні становить приблизно 2000 птахів, з яких приблизно 835 птахів мешкає на Ріматарі, близько 400 на Атіу, понад 100 на Тераїні і близько 50 на Табуаерані. Їм загрожує хижацтво з боку інтродукованих щурів Rattus rattus і диких кішок, а також конкуренція з інтродукованими індійськими майнами.